# Nicholas Pryor
Pour les articles homonymes, voir Pryor.
Nicholas Pryor, crédité sous son nom complet Nicholas David Probst au début de sa carrière, né le 28 janvier 1935 à Baltimore (Maryland) et mort le 7 octobre 2024, est un acteur américain, connu sous le nom de scène de Nick Pryor.

## Biographie
Au théâtre, Nicholas Pryor débute à Broadway (New York) en 1957 dans The Egghead de Molly Kazan (en) (avec Karl Malden et Eduard Franz). Il joue à Broadway dans cinq autres pièces, la dernière représentée en 1974-1975.
Au cinéma, il contribue à des films américains depuis 1970, dont Damien : La Malédiction 2 de Don Taylor (1978, avec William Holden et Lee Grant), Risky Business de Paul Brickman (1983, avec Tom Cruise et Rebecca De Mornay), Hoffa de Danny DeVito (1992, avec le réalisateur et Jack Nicholson dans le rôle-titre) et Dommage collatéral d'Andrew Davis (2002, avec Arnold Schwarzenegger et Francesca Neri).
Il est surtout très actif à la télévision américaine, apparaissant dans de nombreuses séries à partir de 1958, notamment Alfred Hitchcock présente (première série, un épisode, 1961 ; seconde série, un épisode, 1986), Huit, ça suffit ! (sept épisodes, 1979-1981), Dallas (première série, trois épisodes, 1985), Beverly Hills 90210 (vingt-six épisodes, 1994-1997) et Nashville (un épisode, 2014).
S'ajoutent des téléfilms, les deux premiers diffusés en 1959 ; ultérieurement, mentionnons Meurtre en trois actes de Gary Nelson (1986, avec Peter Ustinov et Tony Curtis) et Accusée d'amour d'Alan Metzger (en) (1995, avec Keith Carradine et Gail O'Grady).
Depuis 1993, Nicholas Pryor est marié avec l'actrice Christine Belford (née en 1949).

## Théâtre à Broadway (intégrale)
- 1957 : The Egghead de Molly Kazan, décors de Richard Sylbert, costumes d'Anna Hill Johnstone, mise en scène de Hume Cronyn : Roger Parson
- 1958 : Love Me Little de John G. Fuller, mise en scène d'Alfred Drake : William
- 1958 : Howie de Phoebe Ephron : Jimmie Keefe
- 1959 : The Highest Tree de (et mise en scène par) Dore Schary : Frederick Ashe Jr. « Buzz » / Arkady Clark (les deux rôles en doublure)
- 1972-1974 : That Championship Season de Jason Miller, costumes de Theoni V. Aldredge : James Daley[2] (remplacement en cours de production)
- 1974-1975 : Thieves d'Herb Gardner, mise en scène de Charles Grodin : Gordon (remplacement en cours de production) / Martin Kramer (remplacement de doublure en cours de production)

## Filmographie partielle

### Cinéma
- 1974 : Enquête dans l'impossible (Man on a Swing) de Frank Perry : Paul Kearney
- 1975 : Smile de Michael Ritchie : Andy
- 1975 : The Happy Hooker de Nicholas Sgarro : Carl Gordon
- 1978 : Damien : La Malédiction 2 (Damien: Omen II) de Don Taylor : Dr Charles Warren
- 1980 : Y a-t-il un pilote dans l'avion ? (Airplane!) du collectif ZAZ : Jim Hammen
- 1983 : Risky Business de Paul Brickman : le père de Joel
- 1985 : Le Jeu du faucon (The Falcon and the Snowman) de John Schlesinger : Eddie
- 1987 : Neige sur Beverly Hills (Less Than Zero) de Marek Kanievska : Benjamin Wells
- 1987 : Qu'il est dur d'être farceur, d'aimer la musique pop et les films d'horreur quand on a un père qui se présente aux élections (Morgan Stewart's Coming Home) de Paul Aaron et Terry Winsor : Tom Stewart
- 1990 : Fenêtre sur Pacifique (Pacific Heights) de John Schlesinger : le directeur de l'hôtel
- 1990 : Sanglante Paranoïa (Brain Dead) d'Adam Simon : Ed Cochrane
- 1992 : Hoffa de Danny DeVito : l'avocat de Jimmy Hoffa
- 1993 : Sliver de Phillip Noyce : Peter Farrell
- 1994 : Hail Caesar d'Anthony Michael Hall : Bidwell
- 1996 : Ultime Décision (Executive Decision) de Stuart Baird : Secrétaire d'État Jack Douglas
- 1996 : L'Héritage de la haine (The Chamber) de James Foley : Juge Flynn F. Slattery
- 1997 : Meurtre à la Maison-Blanche (Murder at 1600) de Dwight H. Little : Paul Moran
- 1999 : Molly de John Duigan : Dr Prentice
- 1999 : Le Célibataire (The Bachelor) de Gary Sinyor : Dale Arden
- 2002 : Dommage collatéral (Collateral Damage) d'Andrew Davis : Sénateur Delich
- 2007 : The List de Gary Wheeler : Harold Smithfield
- 2014 : Hunger Games : La Révolte, partie 1 (The Hunger Games: Mockingjay – Part I) de Francis Lawrence : un patient à l'hôpital du District 8

### Télévision

#### Séries
- 1961 : Alfred Hitchcock présente (Alfred Hitchcock Presents), saison 6, épisode 14 The Changing Heart de Robert Florey : Dane Ross
- 1964 : Another World, feuilleton, 3 épisodes : Tom Baxter
- 1971 : La Force du destin (All My Children), feuilleton, épisodes non spécifiés : Lincoln « Linc » Tyler
- 1979 : Pour l'amour du risque (Hart to Hart), saison 1, épisode 2 Passeport pour l'assassin (Passport to Murder) de Ray Austin : Clint Reilly
- 1979 : Lou Grant, saison 3, épisode 13 Kids d'Alexander Singer : Al Mitchell
- 1979-1981 : Huit, ça suffit ! (Eight Is Enough), 7 épisodes : Jeffrey Trout
- 1981 : À l'est d'Éden (East of Eden), mini-série d'Harvey Hart : James Grew
- 1981 : MASH (M*A*S*H), saison 10, épisode 3 La Rumeur (Rumor at the Top) de Charles S. Dubin : Major Nathaniel Burnham
- 1982 : Simon et Simon (Simon & Simon), saison 1, épisode 11 Un divorce ou deux (Double Entry) : Victor Farrell
- 1982 : La Petite Maison dans la prairie ('Little House on the Prairie), saison 9, épisodes 1 et 2 Un nouveau départ, 1re et 2e parties (Times Are Changing, Parts I & II) de Maury Dexter : Royal Wilder
- 1982 : Jake Cutter (Tales of the Gold Monkey), saison unique, épisode 11 Le Souvenir (The Late Sarah White) d'Harvey S. Laidman : Horace Simmons
- 1983 : Voyages au bout du temps (Voyagers!), saison unique, épisode 17 Le Choix d'un président (Destiny's Choice) de Paul Stanley : Franklin Delano Roosevelt
- 1983 : Ricky ou la Belle Vie (Silver Spoons), saison 2, épisode 4 Question de santé (The Hospital) de Jack Shea : Dr Miller
- 1984 : Espion modèle (Cover Up), saison unique, épisode 8 Les Lingots imaginaires (Golden Opportunity) de Sidney Hayers : Norman MacClafferty
- 1985 : Capitaine Furillo (Hill Street Blues), saison 5, épisode 19 L'Enfant mort-né (The Life and Time of Dominic Florio Jr.) de John Tiffin Patterson : M. Ardrey
- 1985 : Dallas, saison 8, épisode 24 Le Verdict (The Verdict) de Patrick Duffy, épisode 25 Sentences et épisode 27 Encore un Ewing (The Ewing Connexion) : Nathan Billings
- 1985 : Dynastie (Dynasty), saison 6, épisode 3 Les Californiens (The Californians) : le docteur
- 1985 : Riptide, saison 3, épisode 3 Échec à l'ordinateur (Does Not Compute) de Michael Lange : Howard McBride
- 1985 : K 2000 (Knight Rider), saison 4, épisode 8 Joyeux anniversaire (Many Happy Returns) : Vince
- 1985 : Dynastie 2 : Les Colby (Dynasty II: The Colbys), saison 1, épisode 3 Moment de vérité (Moment of Truth) : Dr Maurice Boland
- 1985-1991 : Arabesque (Murder, She Wrote)
  - Saison 1, épisode 11 Peine capitale (Capitol Offense, 1985) de John Llewellyn Moxey : Harry Parmel
  - Saison 6, épisode 18 Mon ami O'Malley (Malley's Luck, 1990) : David Kingston
  - Saison 8, épisode 9 Un club très privé (The Committee, 1991) de Jerry Jameson : Theo Cayle
- 1986 : Hôpital St Elsewhere (St. Elsewhere), saison 4, épisode 21 Joue contre joue (Cheek to Cheek) : le docteur de la prison
- 1986 : Alfred Hitchcock présente (Alfred Hitchcock Presents), saison 1, épisode 22 Pris au piège ('Four O'Clock) : M. Ryan
- 1986 : Histoires fantastiques (Amazing Stories), saison 1, épisode 23 L'Encyclopédie vivante (One for the Books) de Lesli Linka Glatter : Dr Fetlock
- 1986 : Le Chevalier lumière (Sidekicks), saison unique, épisode 9 Mon père est le plus fort (My Dad's Bigger Than Yours) : Scott Cunningham
- 1987 : Falcon Crest, saison 6, épisode 15 When the Bough Breaks de Michael A. Hoey : Ben Crawley
- 1988 : Madame est servie (Who's the Boss?), saison 5, épisode 2 Tony fait un discours (My Fair Tony : Professeur Darnell
- 1989 : Clair de lune (Moonlighting), saison 5, épisode 4 Et l'homme créa la femme (Plastic Fantastic Lovers) d'Allan Arkush et épisode 5 La Guerre des sexes (Shirts and Skins) : Dr Simon Brill
- 1991 : Quoi de neuf docteur ? (Growing Pains), saison 6, épisode 15 Like Father, Like Son : Dr Frankovich
- 1991-1992 : La Loi de Los Angeles (L.A. Law)
  - Saison 5, épisode 20 Le Juge fou (There Goes the Judge, 1991) d'Elodie Keene : Dr Louis Birch
  - Saison 6, épisode 5 Il y a toujours un singe qui trinque (Monkey on My Back, 1991) et épisode 17 Le juge a trahi (P.S. Your Shrink Is Dead, 1992) : Dr Louis Birch
- 1992 : Les Sœurs Reed (Sisters), saison 2, épisode 15 Les Joies de la politique (Tippecanoe and Georgie, Too!) : Jack
- 1993 : Matlock, saison 7, épisode 14 L'Obsession (The Obsession) de Christopher Hibler : Dr Paul Dodge
- 1994 : Un drôle de shérif (Picket Fences), saison 2, épisode 18 Avec ou sans préméditation (System Down) d'Alan Myerson : Moriarity
- 1994 : Docteur Quinn, femme médecin (Dr. Quinn, Medicine Woman), saison 3, épisodes 7 et 8 L'Affaire Washington, 1re et 2e parties (The Washington Affair, Parts I & II) de Jerry London : Sénateur George Steward
- 1994-1997 : Beverly Hills 90210 (Beverly Hills), 26 épisodes : Chancelier Milton Arnold
- 1995 : Chicago Hope : La Vie à tout prix (Chicago Hope), saison 1, épisode 17 Chant de douleur (Growth Pains) de Thomas Schlamme : un membre du conseil d'administration
- 1995 : L'Homme de nulle part (Nowhere Man), saison unique, épisode 6 Pris au piège (The Spider Webb) de Thomas J. Wright : Phil
- 1995-1999 : La Vie à cinq (Party of Five), cinq épisodes : Gene Bennett
- 1997 : Diagnostic : Meurtre (Diagnosis Murder), saison 4, épisode 14 Un meurtre en mémoire (A History of Murder) : Dr Raymond Huxley
- 1997-2002 : Port Charles, feuilleton, 4 épisodes : Victor Collins
- 1998 : The Practice : Donnell et Associés (The Practice), saison 2, épisode 14 Envers et contre tout (The Pursuit of Diginity) de Michael Schultz : Dr Cloves
- 1998 : Les Dessous de Palm Beach (Silk Stalkings), saison 7, épisode 19 Pénitencier de femmes (The Party) : Dean
- 2001 : Gideon's Crossing, saison unique, épisode 19 The Crash : Dr Young
- 2001 : Le Protecteur (The Guardian), saison 1, épisode 3 Paternité (Paternity) : Bart Shell
- 2001 : À la Maison-Blanche (The West Wing), saison 3, épisode 4 Influences (Ways and Means) d'Alex Graves : Procureur Clement Rollins
- 2003 : New York Police Blues (NYPL Blue), saison 10, épisode 19 Coup de théâtre (Meet the Grandparents) de Jake Paltrow, épisode 20 Course contre la montre (Maybe Baby) et épisode 21 La Vérité à tout prix (Yo, Adrian) : John Colohan
- 2007 : October Road, saison 1, épisode 1 Retour à Knights Ridge (épisode pilote) de Gary Fleder : Bennett Goldman
- 2011 : Hart of Dixie, saison 1, épisode 1 Changement de trajectoire (épisode pilote) : Dr Harley Wilkes
- 2014 : Nashville, saison 2, épisode 13 Bienvenue à l'Opry (It's All Wrong, But It's All Right) : Sam Boone
- 2014 : Constantine, saison unique, épisode 3 Le Disque du diable (The Devil's Vinyl) : Marcus Mooney

#### Téléfilms
- 1959 : Ah, Solitude ! (Ah, Wilderness!) de Robert Mulligan : Dave McComber
- 1975 : Force Five de Walter Grauman : James T. O'Neil
- 1976 : Widow de J. Lee Thompson : Mack
- 1977 : Martinelli, Outside Man de Russ Mayberry : Ellsworth
- 1978 : Rainbow de Jackie Cooper : Bill Gilmore
- 1980 : Les Retrouvailles (Reunion) de Russ Mayberry : Dick Owens
- 1980 : Croisière en enfer (Desperate Journey) de Michael O'Herlihy : Ralph
- 1981 : Splendor in the Grass de Richard C. Sarafian : Dr Judd
- 1982 : The Kid from Nowhere de Beau Bridges : Greg Baker Sr.
- 1983 : Kennedy contre Hoffa (Blood Feud) de Mike Newell : John Cye Cheasty
- 1984 : Les Amazones (Amazons) de Paul Michael Glaser : Dr Thompson
- 1985 : Une étrange disparition (Into Thin Air) de Roger Young : Larry Walker
- 1986 : Meurtre en trois actes (Murder in Three Acts) de Gary Nelson : Freddie Dayton
- 1988 : The Diamond Trap de Don Taylor : M. Exeter
- 1989 : Objectif nucléaire (Nightbreaker) de Peter Markle : Colonel William Devereaux
- 1991 : The Hit Man de Gary Nelson : Gordon Padway
- 1992 : La Belle et le Fantôme (Love Can Be Murder) de Jack Bender : Philip Carlyle
- 1994 : Murder Between Friends de Waris Hussein : Juge Lamartine
- 1995 : Accusée d'amour (Trial by Fire) d'Alan Metzger : Don Barnett
- 1996 : The Siege at Ruby Ridge de Roger Young : Bert Yeager
- 2000 : American Tragedy de Lawrence Schiller : Gerry Uelman
- 2007 : Ruffian d'Yves Simoneau : Stuart Janney

## Note et référence
1. ↑  (en-US) Mike Barnes, « Nicholas Pryor, Actor in ‘Risky Business’ and ‘Beverly Hills, 90210,’ Dies at 89 », sur The Hollywood Reporter, 8 octobre 2024 (consulté le 12 octobre 2024)
2. ↑  Rôle repris par Terry Kinney dans l'adaptation à la télévision de 1999, sous le même titre.